# Suriyakarn Chimjeen
Suriyakarn Chimjeen (thailändisch สุริยกานต์ ฉิมจีน, * 12. Februar 1985) ist ein thailändischer Fußballspieler.

## Karriere
Suriyakarn Chimjeen stand bis Ende 2015 beim Saraburi FC unter Vertrag. Wo er vorher gespielt hat, ist unbekannt. Der Verein aus Saraburi spielte in der ersten Liga des Landes, der Thai Premier League. Für Saraburi bestritt er 22 Erstligaspiele. Am Ende der Saison wurde der Verein aufgelöst. Nach der Auflösung wechselte er zum Erstligisten Sukhothai FC. Für den Verein aus Sukhothai spielte die Hinserie. Zur Rückserie 2016 unterschrieb er einen Vertrag beim Ligakonkurrenten Sisaket FC. Mit dem KLub aus Sisaket stieg er Ende 2017 in die zweite Liga ab. Nach dem Abstieg verließ er Sisaket und ging nach Phrae, wo der sich dem Drittligisten Phrae United FC anschloss. Mit Phrae spielte er in der dritten Liga, der Thai League 3, in der Upper Region. Mitte 2019 verpflichtete ihn der Viertligist Saraburi United FC.